# Josef de Souza Dias
Josef de Souza Dias (* 11. Februar 1989 in Rio de Janeiro) ist ein brasilianischer Fußballspieler, der seit März 2023 bei Beijing Guoan unter Vertrag steht.

## Karriere

### Verein
Souza begann seine Profifußballerkarriere bei CR Vasco da Gama, bei welchen er von 2008 an zwei Jahre in der ersten Mannschaft spielte. Nach dem Abstieg 2008 wurde der Aufstieg im darauffolgenden Jahr geschafft. Daraufhin wechselte er nach Portugal zum FC Porto. Sein Debüt in der Primeira Liga gab der defensive Mittelfeldspieler am 14. August 2010 gegen Naval 1º de Maio, als er in der 85. Minute für João Moutinho eingewechselt wurde. Das Spiel in Figueira da Foz wurde 1:0 gewonnen.
Weiter gab er sein Debüt auf europäischer Klubebene. Im Play-off-Spiel bei der Qualifikation zur Europa League gegen KRC Genk am 19. August 2010 wurde er in der 60. Minute eingewechselt und erzielte in der 82. das zwischenzeitliche 2:0 beim 3:0-Erfolg in Genk. Am 1. Januar 2015 wechselte Souza ablösefrei zu FC São Paulo.
Ab der Saison 2015/2016 heuerte Josef de Souza Dias bei Fenerbahçe Istanbul an. Hier blieb er bis August 2018, dann wechselte er nach Saudi-Arabien zu al-Ahli. Zur Saison 2020/21 wechselte er wieder in die Türkei, diesmal zum Rivalen Beşiktaş. 

### Nationalmannschaft
Souza nahm an der Junioren-Fußballweltmeisterschaft 2009 in Ägypten teil. Er kam in fünf von sechs Spielen der brasilianischen Auswahl zum Einsatz, wobei er vier gelbe Karten erhielt. Im Finale gegen Ghana spielte er durch und verschoss im entscheidenden Elfmeterschießen einen Elfmeter.

## Erfolge
CR Vasco da Gama
- Meister Série B: 2009

FC Porto
- Portugiesischer Meister: 2010/11, 2011/12
- Portugiesischer Pokalsieger: 2010/11
- Portugiesischer Supercupsieger: 2011, 2012
- UEFA-Europa-League-Sieger: 2010/11

Beşiktaş Istanbul
- Türkischer Meister: 2020/21
- Türkischer Pokalsieger: 2020/21
- Türkischer Supercupsieger: 2021

Nationalmannschaft
- Superclásico de las Américas: 2014